# إم. جيمس
إم. جيمس (بالإنجليزية: M. E. Clifton James)‏ (و. 1898 – 1963 م) هو ممثل، وعسكري، من أستراليا، ولد في بيرث، ويحمل رتبة عسكرية ملازم، توفي عن عمر يناهز 65 عاماً.

## الخدمة العسكرية
خدم في الجيش البريطاني.

## وصلات خارجية
- إم. جيمس على موقع IMDb (الإنجليزية)
- إم. جيمس على موقع قاعدة بيانات الفيلم (الإنجليزية)